# 화학적 구속
화학적 구속(chemical restraint)은 화학적인 요소를 이용하여 인간 따위를 자유롭게 이동하지 못하도록 의료적으로 구속하는 것을 말한다.
화학적 구속의 사용은 비판을 받아왔다. 근로자가 환자의 건강증진보다는 환자의 진료에 저항하는 것을 막기 위해 사용하는 등 환자의 편익보다는 직원의 편의를 위해 보건의료 종사자에 의해 관리를 잘못하고 있는 것으로 파악되고 있다. 이는 환자에게 더 많은 혼란을 야기하여 회복 속도를 늦추는 것으로 밝혀졌다. 화학적 억제로 사용될 수 있는 약물이 기초적인 정신건강 상태를 치료하기 위해 필요한지 또는 환자를 진정시키기 위해 사용되는지 불분명하며, 환자는 화학적 구속으로 정신적 충격을 받을 수 있다.